# 大野台支石墓群

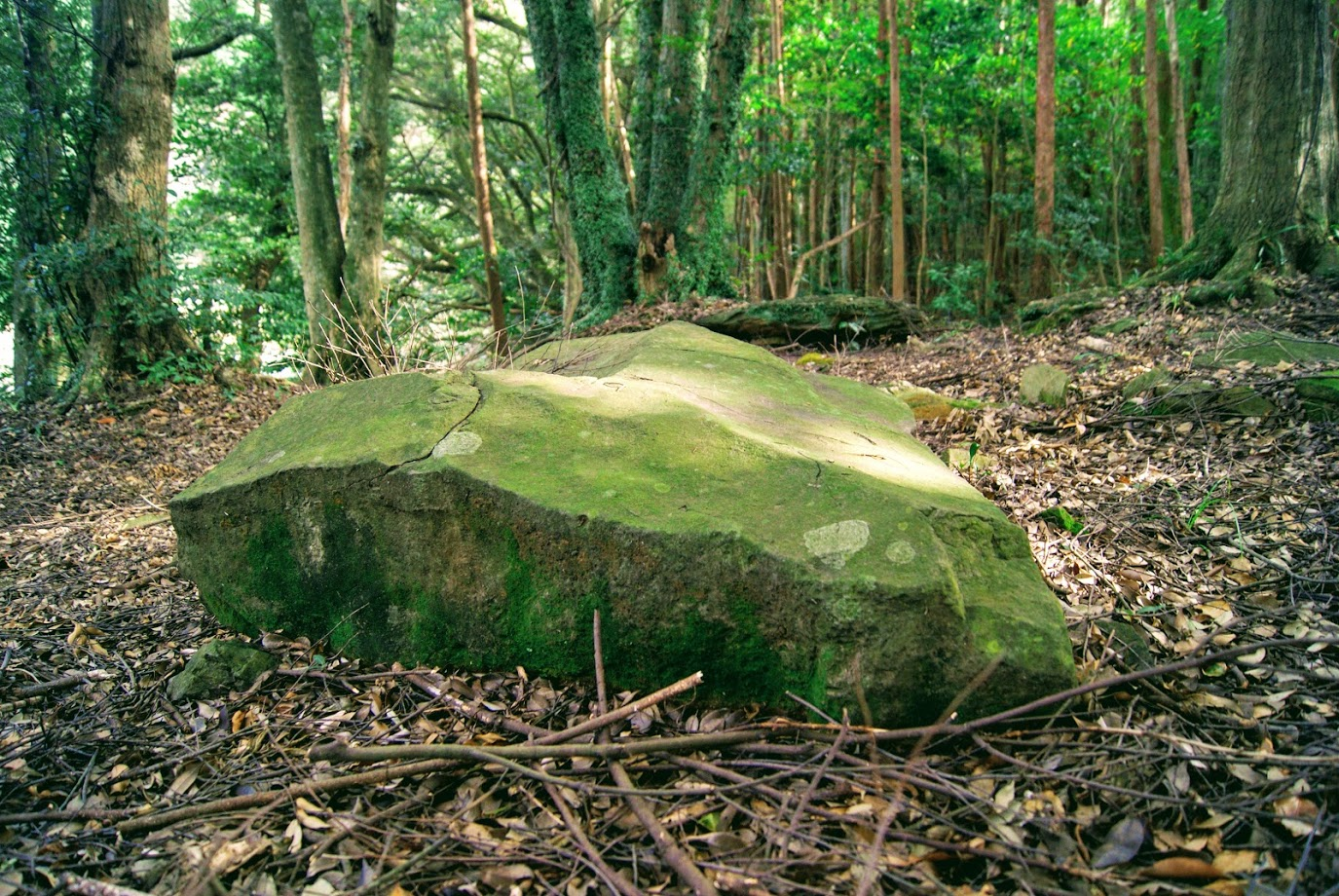
大野台支石墓群の第15号遺構。

大野台支石墓群（おおのだいしせきぼぐん）は、旧北松浦郡鹿町町深江免（現 佐世保市鹿町町深江）に所在する縄文時代から弥生時代にかけての遺跡（支石墓群）である。国の史跡に指定されている。島原半島の原山支石墓群と同様に国内最古。

## 概要
鹿町町の北部、江迎湾に注ぐ鹿町川の南岸丘陵地上にあり、東西約250メートル、南北約200メートルの範囲に広がっており、4つの主な区域に分かれている。
1963年（昭和38年）に地元住民により石棺が発見されたのがきっかけとなり、1966年（昭和41年）以降数次にわたり発掘調査が行われた結果、8基の石棺のほか甕棺墓が1基、祭祀遺構と長崎県のものに特徴的な下部に箱式石棺を伴う多数（合計71基）の支石墓が確認された。また、縄文時代晩期から弥生時代前期のものとみられる土器も発掘されている。
発掘された出土品や資料は鹿町町歴史民俗資料館に収蔵展示されている。
遺跡の範囲が比較的広いこと、遺構に規模や形の差がみられないことが特徴となっている。2010年現在、長崎県内では本遺跡を含めて13ヶ所の支石墓群遺跡が確認されているが、そのうち県北部に本遺跡を含む7ヶ所があり、いずれも海岸近辺の沖積地に隣接している。また、同じ佐世保市の宇久島にある宇久松原支石墓群や佐賀県、福岡県糸島市に分布する支石墓群との共通点も指摘されている。
1985年（昭和60年）5月14日、国の史跡に指定された。

## 参考書籍
- 『図説 佐世保・平戸・松浦・北松の歴史』（久村貞男・萩原博文監修 2010年2月 郷土出版社刊）